# 22923 Kathrynblair
22923 Kathrynblair è un asteroide della fascia principale. Scoperto nel 1999, presenta un'orbita caratterizzata da un semiasse maggiore pari a 2,2077887 UA e da un'eccentricità di 0,1686326, inclinata di 5,34936° rispetto all'eclittica.